# تشارلز بي. كوري
تشارلز بي. كوري (بالإنجليزية: Charles B. Cory)‏ هو عالم حيوانات وعالم طيور أمريكي، ولد في 31 يناير 1857 في بوسطن في الولايات المتحدة، وتوفي في 31 يوليو 1921 في شيكاغو في الولايات المتحدة.

## وصلات خارجية
- تشارلز بي. كوري على موقع أوليمبيديا (الإنجليزية)